# Bárdos B. Artúr
Bárdos B. Artúr névvariáns: Bárdos B. Arthur, családi nevén Boros-Bárdos Arthur (Kolozsvár, 1923. január 3. – Dortmund, Németország, 2011. május 13.) magyar újságíró, költő, novellista.

## Élete
Bárdos Jenő és Saxone Cecília gyermekeként született.
Középiskolát szülővárosában végzett. Első versei Budapesten jelentek meg 1943-ban. 1944-ben munkaszolgálatos volt. 1944–1945 között Bergen-Belsenbe deportálták. Előbb az Egység (1946–1948), majd az Utunk (1948-1958) című lapokat szerkesztette. 1950-ben szerepeltek versei a Bukarestben megjelent Ötven vers című antológiában.
Az 1950-es években hamis vádak alapján feleségével együtt börtönbe zárták. 1959-ben letartóztatták, és 12 évi börtönre ítélték.
1966-ban Bécsbe emigrált, ahol a Kurir című napilapnál dolgozott és magyar emigráns lapokban (Irodalmi Újság, Új Látóhatár, Bécsi Napló) meg osztrák, francia sajtóorgánumokban publikált. 1986-ban nyugdíjba vonult és a lányához költözött Dortmundba.
A nyolcvanas évek végén egyre sűrűbben publikált romániai és magyarországi lapokban.

## Magánélete
1946-ban feleségül vette Spreng Évát. Egy lányuk született; Júlia (1951).

## Kötetei
- Ötven vers; többekkel; Az RNK Írószövetségének Irodalmi és Művészeti Kiadója, Bukarest, 1950
- Virrasztó szerelem. Versek; Az RNK Írószövetségének Irodalmi és Művészeti Kiadója, Bukarest, 1955
- Csöndes leszámolás; Dél-Kelet, Békéscsaba, 1989
- Száműzött esztendők. Részletek egy készülő verses regényből; Megyei Könyvtár, Békéscsaba, 1990
- Határok határán. Versek, 1985-1995; vál., szerk. Lator László; Tevan, Békéscsaba, 1996
- Az el nem hangzott párbeszéd; vál., szerk. Lator László; Tevan, Békéscsaba, 1998
- Télikék; Móra, Bp., 2001
- Stúdió Kávéház. Beszélgetések a szellemi Erdélyről; többekkel, szerk. Merle Mária; Pont, Bp., 2010